# Alexander Zaim
Alexander Zaim, född 21 april 1988, är en svensk före detta fotbollsspelare.

## Karriär
Zaim började sin karriär i Helsingborgs IF. Sen fortsatte han i Åtvidabergs FF. Efter två år i Åtvidaberg skrev han på för Landskrona BoIS, där han stannade i fyra år. År 2013 blev Zaim klar för den norska klubben Nybergsund. I februari 2015 skrev han på för Eskilsminne IF.
I januari 2016 värvades Zaim av Landskrona BoIS. Efter säsongen 2016 lämnade han klubben.